# Deltocephalus bavaricus
Deltocephalus bavaricus är en insektsart som beskrevs av Ribaut 1936. Deltocephalus bavaricus ingår i släktet Deltocephalus och familjen dvärgstritar. Inga underarter finns listade i Catalogue of Life.